# 임지현 (역사가)
임지현(林志弦, 1959년 1월 24일~)은 대한민국의 역사학자, 대학 교수, 작가, 언론인이다.
폴란드의 바르샤바 대학, 크라쿠프 사범대학 등의 연구원으로 연구하고 강의하였다. 한양대학교 역사전공 교수가 되고 한양대학교 부교수와 교수, 2004년 비교역사문화연구소 소장 등을 역임했다. 그밖에 외국 대학의 연구원으로도 초빙되어 포츠머스 대학 소속 연구모임 ‘유럽의 민족주의와 민족적 정체성’의 특별연구원, 하버드 대학 옌칭 연구소 초청연구원, 글러모건 대학교 외래교수, 국제일본문화연구센터의 초청교수를 지냈다. 저서 중 하나인 《민족주의는 반역이다》 등으로 유명해졌다.

## 생애
서강대학교 역사학과를 졸업한 후 동 대학의 대학원에서 서양사학 석사를 받은 뒤 역사학과 철학을 공부하고 논문 '마르크스, 엥겔스와 민족문제'로 박사학위를 받았다. 1991년 한양대학교 역사학전공 교수에 초빙된 뒤, 1995년 2월부터 1995년 9월까지 폴란드 바르샤바 대학교 역사학부 초청연구원으로 활동했다. 1995년 3월 한양대 인문과학대학 사학과 부교수가 되고, 1995년 8월부터 1997년 2월까지는 동 대학의 역사·정치과학학부 초청교수를 겸하기도 했다. 그해 폴란드의 크라쿠프 사범대학과 야길조니언대학의 초청교수로도 초빙되었다. 또한 영국 포츠머스 대학 소속 연구모임인 「유럽의 민족주의와 민족적 정체성」의 연구 펠로우, 하버드 옌칭연구소 초청연구원, 영국 글래모건 대학 외부교수, 일본 국제일본문화연구센터 초청연구원 등으로 초빙되어 연구활동을 하기도 했다. 이후 강의와 언론, 저술 활동 등을 하였으며 한양대학교 사학과 교수가 되었다.
그는 1990년대부터 한국사와 역사 문제와 대중독재 문제에 대한 비평을 하였으며, 98년 출간한 저서인 민족주의는 반역이다를 비롯한 저서 적대적 공범자들, 국사의 신화를 넘어서 등을 통해 미화, 왜곡, 과장된 한국사 등에 대한 분석과 비판을 가하여 논란, 화제가 되기도 했다. 2002년 9월부터 2003년 8월까지는 하버트 옌칭연구소 초청연구원, 2009년 9월부터 2010년 8월까지는 국제일본문화연구센터 초청연구원, 2011년 8월부터 2012년 6월까지는 독일 베를린지식연구소 연구원 등으로 활동하였다. 2010년에는 영국 Palgrave 출판사에서 ‘대중독재 총서(Mass Dictatorship Series)’의 책임편집을 맡기도 했다.
한양대학교 사학과 교수로 재직 중 2004년 비교역사문화연구소 소장으로도 초빙되었다. 언론 활동으로는 서양사론, 역사학보, 역사비평지, 역사와 문화지, 당대비평지 등의 편집위원을 역임하였다. 현재 Totalitarian Movements and Political Religions(Routledge) 편집위원을 지내기도 했다.

## 학력
- 1977년 서강대학교 역사학 학사
- 1984년 서강대학교 대학원 서양사학 석사
- 1989년 서강대학교 대학원 서양사학 박사

## 약력
- 1991년 한양대학교 역사학전공 교수
- 1995년 3월 ~ 2001년 2월 한양대학교 인문과학대학 사학과 부교수
- 1995년 폴란드 크라쿠프 사범대학 초청교수
- 1995년 폴란드 야길조니언 대학 초청교수
- 하버드 대학 옌칭연구소 초청연구원
- 영국 글래모건대학 외부교수
- 일본 국제일본문화연구센터 초청연구원
- 한양대학교 인문과학대학 사학과 교수
- 2004년 비교역사문화연구소 소장
- 2015년 3월 서강대학교 사학과 교수 부임

## 저작

### 저서
- 민족문제와 마르크스주의자들(한겨레, 1986)
- 대보름 날 해방촌(도서출판 심상사, 1987)
- 마르크스, 엥겔스와 민족문제(탐구당, 1990)
- 오늘날의 역사학:쟁점과전망(역사비평사, 1992)
- 오늘날의 역사학(역사비평사, 1993)
- 바르샤바에서 보낸 편지(도서출판 강, 1998)
- 민족주의는 반역이다(도서출판 소나무, 1999)
- 우리 안의 파시즘(도서출판 삼인, 2000)
- 그대들의 자유 & 우리들의 자유(아카넷, 2000)
- 이념의 속살(도서출판 삼인, 2001)
- 서양의 지적 운동(지식산업사, 2002)
- 대중독재 1, 2(책세상, 2004)
- 근대의 국경 역사의 변경(휴머니스트, 2004)
- 적대적 공범자들(도서출판 소나무, 2005)
- 근대의 경계에서 독재를 읽다(도서출판 그린비라이프, 2006)
- 여성주의 학교 '간다'(지성사, 2008)
- 새로운 세대를 위한 새로운 세대를 위한 세계사 편지(휴머니스트, 2010)
- 기억전쟁: 가해자는 어떻게 희생자가 되었는가(휴머니스트, 2019)

### 공저
- 오만과 편견(휴머니스트, 2003) - 서카이나오키 공저
- 국사의 신화를 넘어서(휴머니스트, 2004) - 이성시 공저
- 대중독재와 여성

### 논문
- 마르크스, 엥겔스와 민족문제(서강대학교, 1989)

## 같이 보기
| - 표현의 자유 - 사상의 자유 - 인물과 사상 - 대중독재 - 민족주의 - 박노자 - 박지향 - 강준만 - 김완섭 - 김규항 - 노회찬 | - 위르겐 하버마스 - 브루스 커밍스 - 노암 촘스키 - 심상정 - 이영훈 - 장정일 - 진중권 - 홍세화 - 마광수 | - 역사비평 - 선우휘 - 한승조 - 조갑제 - 지만원 - 이인화 - 전원책 - 이덕일 |